# Система экстренного оповещения
Система экстренного оповещения (англ. Emergency Alert System, EAS) — национальная система предупреждения населения в США, работает с 1997 года, заменила Emergency Broadcast System (EBS) (1963—1997) и систему CONELRAD (1951—1963). Система управляется Федеральным агентством по связи, Федеральным агентством по управлению в чрезвычайных ситуациях, и Национальной Метеорологической Службой. Система EAS разработана для того, чтобы Президент США или правительство могли обратиться к нации в течение не более чем через 10 минут после активации системы.
Системой могут воспользоваться в случае стихийного бедствия, террористической атаки, начала войны.
Для работы системы используется радио в диапазонах СВ (AM) и УКВ (FM); эфирное телевидение в метровом  (VHF) и дециметровом ((UHF) диапазонах; кабельное телевидение. Также сообщения передаются по федеральной системе NWR.
Вероятно, в Ядерном чемоданчике президента США находится оборудование для активации системы EAS.

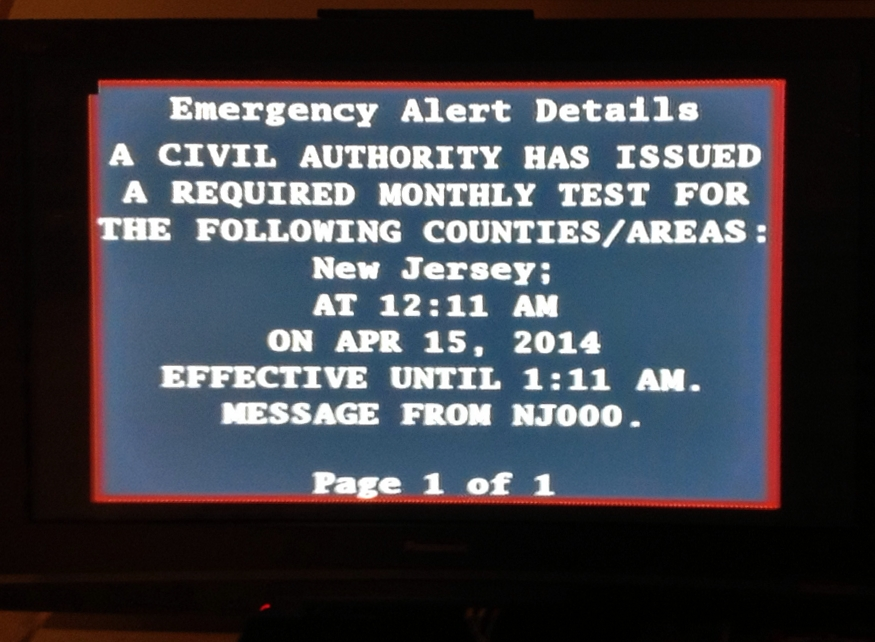
Тест системы в штате Нью-Джерси

Тесты проходят в разные дни в 00:00 до 03:00. Реже, в 10 утра. По правилам Федерального агентства по связи, ТВ-станции должны иметь оборудование для активации системы EAS.
EAS состоит из: Начального сигнала, 960 и 853 Hz, Сообщения, и Конечного сигнала.